# Dario Resta

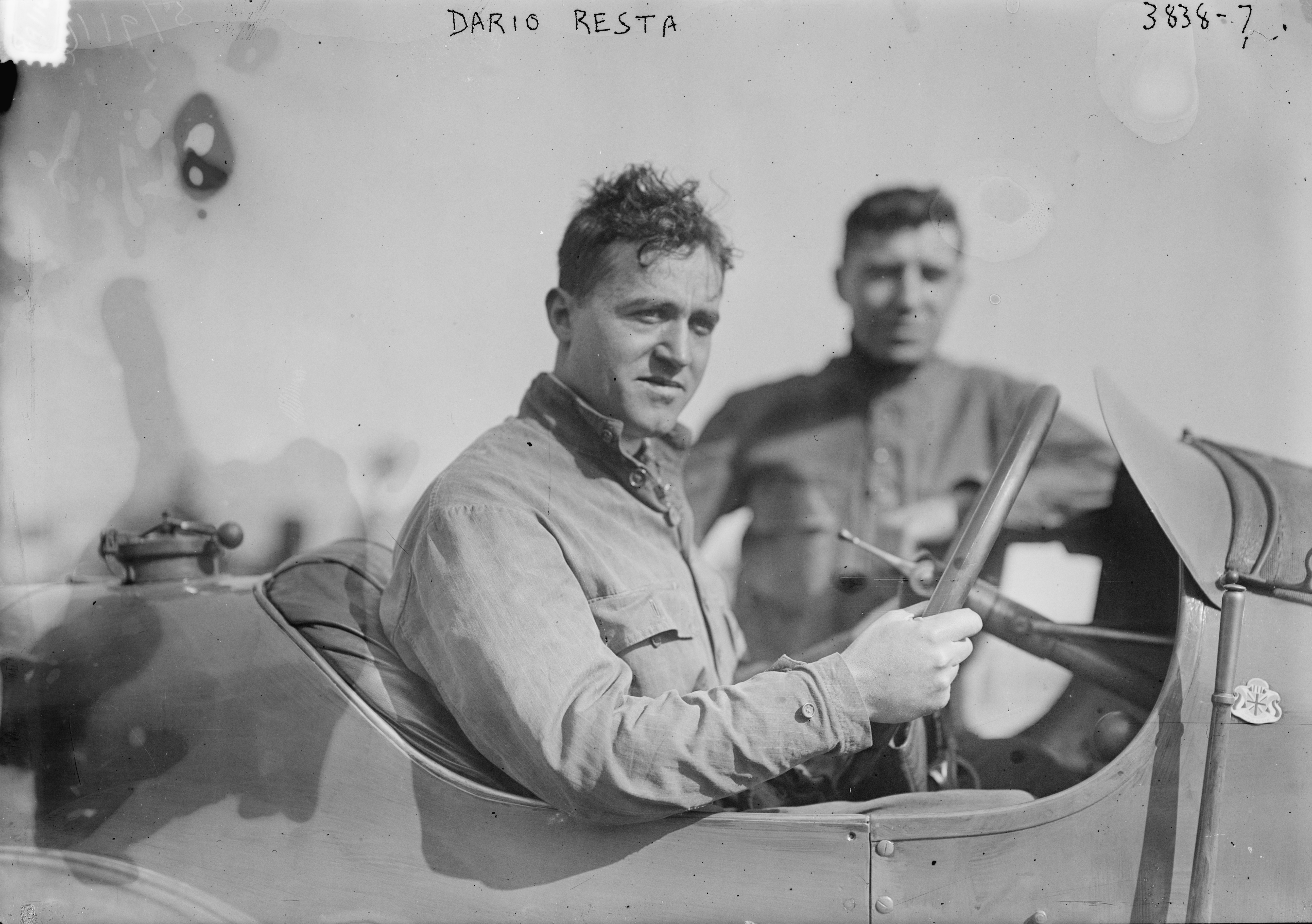
D. Resta

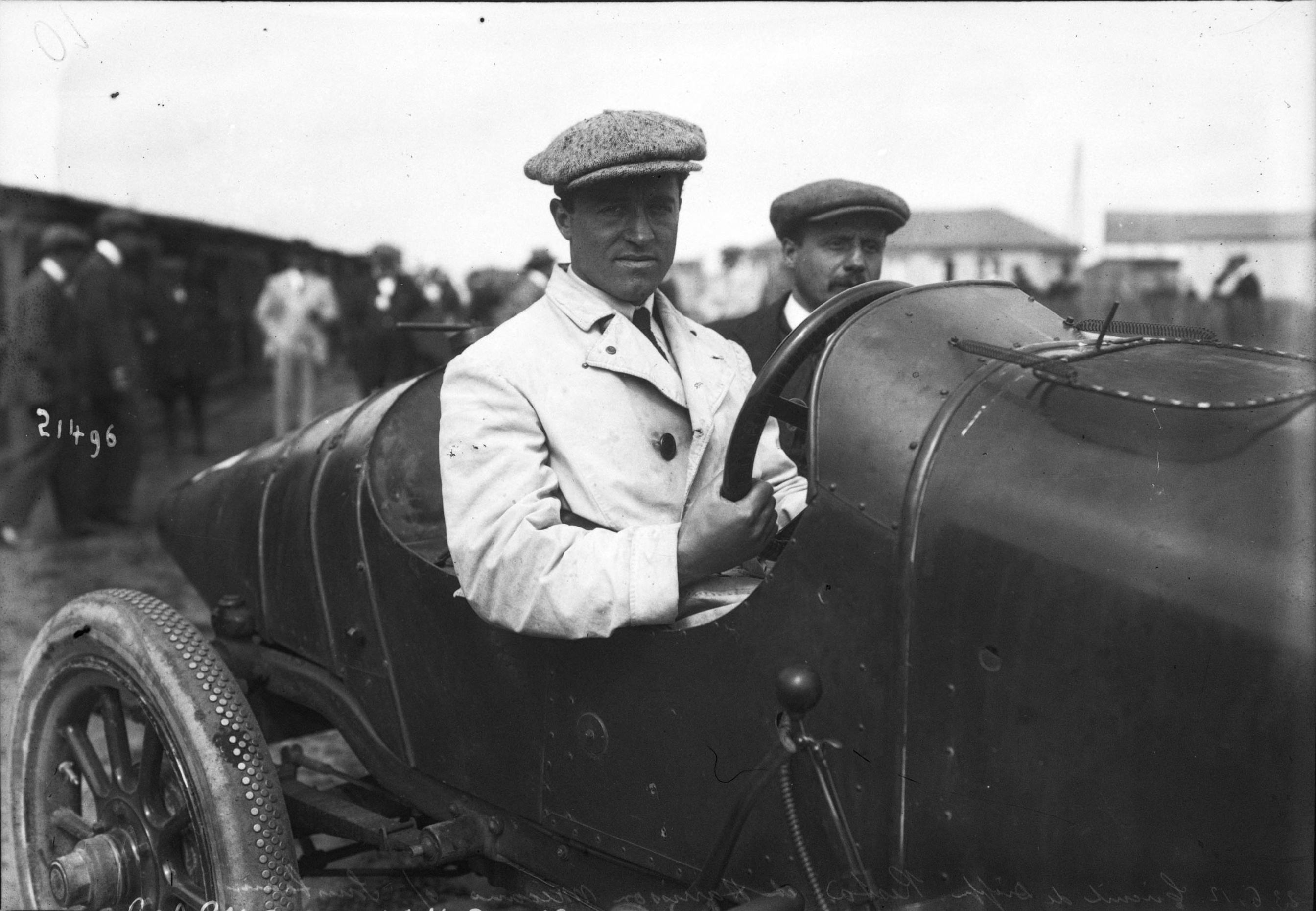
D. Resta au Grand Prix de France en 1912 (Dieppe).

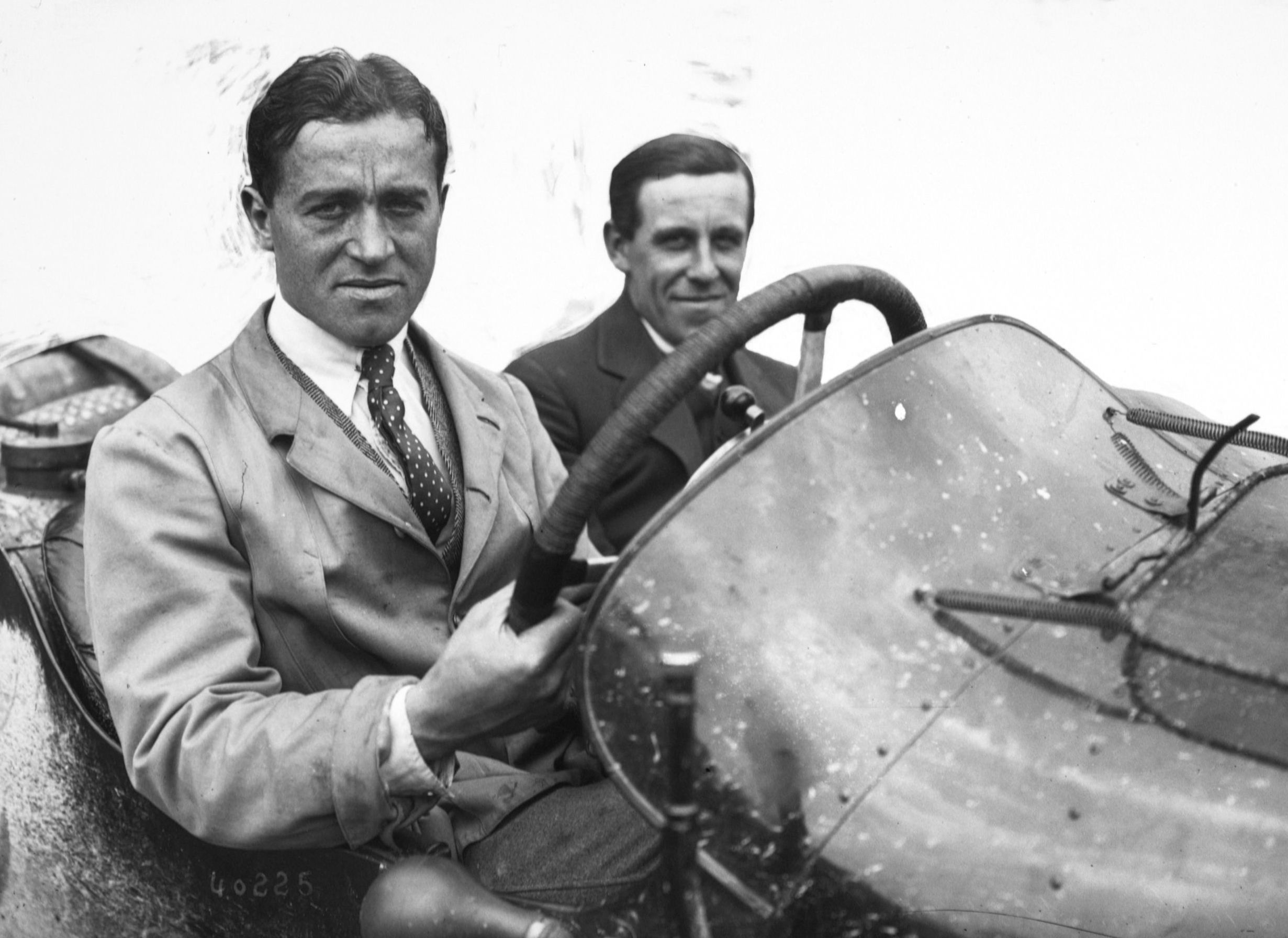
D. Resta au Grand Prix de France en 1914.

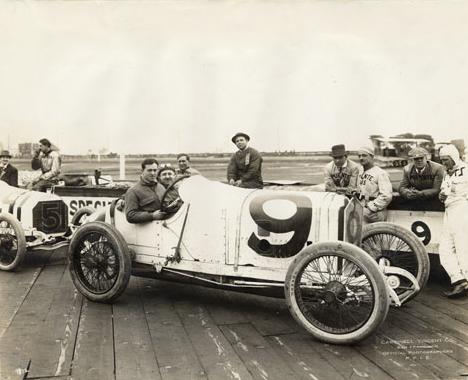
D. Resta à la Coupe Vanderbilt en 1915

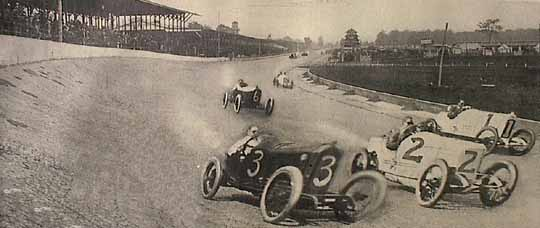
D. Resta à Indianapolis en 1915 (voiture n°3 (Peugeot)).

Dario Resta, dit Dolly (né le 17 août 1884 à Livourne et mort le 2 septembre 1924  sur le circuit de Brooklands, dans le Surrey) est un pilote automobile résident américain sur circuits, d'origine italienne et de nationalité britannique (immigré à deux ans).

## Biographie
Sa carrière en sports mécaniques s'étale de 1907 (Montagu Cup, sur le circuit de Brooklands) à 1924.
Il participa au Grand Prix automobile de France 1913 (6e sur Sunbeam), et 1914 (5e, derrière un certain Jules Goux).
Il a obtenu ses succès les plus significatifs en terre américaine où il émigra dans le courant de l'année 1913, avec des véhicules du constructeur français Peugeot (de type Peugeot L76), Alphonse Kaufman étant l'importateur de la marque et lui fournissant des voitures de couleur bleu. Il participa au championnat AAA entre 1915 et 1919 régulièrement, puis de façon sporadique en 1921 et 1923 (14e à Indianapolis (500) sur Packard).
Durant son séjour en Californie à Bakersfield, il créa un petit circuit à Buttonwillow, encore en activité de nos jours. Il interrompit la compétition entre 1919 et 1921.
Il décéda en essayant d'établir un nouveau record de vitesse terrestre des 50 miles pour Sunbeam sur le circuit de Brooklands (rupture de courroie au second tour, sa voiture prenant feu après avoir défoncé une clôture). La tâche fut menée à terme par Malcolm Campbell le 25 septembre de la même année 1924 à Pendine Sands (près de la baie de Carmarthen au Pays de Galles), sur Sunbeam 350HP V12 Blue Bird.
À la suite de l'accident son mécanicien Bill Perkins fut hospitalisé, et ne put seconder le pilote Kenelm Lee Guinness au Grand Prix automobile de Saint-Sébastien.

## Titres
- Champion des États-Unis AAA: 1916 (2e édition, après celle de 1905);
  - Vice-champion des États-Unis (US AAA National Championship Trail): 1915[2](officieux, sur décision du secrétariat de l'AAA en 1927).

(nb: Resta remporte deux des trois Grands Prix automobiles organisés pour la saison 1916)

## Victoires AAA
(11 victoires AAA en deux ans, toutes sur Peugeot)
- Coupe Vanderbilt (Santa Monica): 1915 et 1916 (Santa Monica Road Race Course);
- Chicago Race (500 miles, puis 300): 1915 et 1916 (Speedway Park);
- Grand Prix automobile des États-Unis: 1915 (Exposition universelle de 1915/San Francisco);
- Harkness Trophy Race (en) (Brooklyn/New York): 1915 (Sheepshead Bay);
- 500 miles d'Indianapolis: 1916 (Indianapolis Motor Speedway, épreuve réduite à 300 miles pour cause de guerre);
- Omaha Race (300): 1916 (Omaha Speedway);
- Speedway Grand Prix (Maywood): 1916 (Speedway Park - hors championnat);
- Grand American Auto Race (Maywood): 1916 (Speedway Park);
  - 2e: 500 miles d'Indianapolis 1915 (derrière l'italien Ralph DePalma).

(nb: en 1916 Johnny Aitken également sur Peugeot termine vice-champion, et remporte Coney Island Cup, International Sweepstakes (Sharonville/Cincinnati), Harvest Auto Racing Classic (en) (Indianapolis - les 3 courses au programme), Coupe Astor (Sheepshead Bay/Brooklyn/New York), et surtout le Grand Prix automobile des États-Unis avec Howdy Wilcox (vainqueur de l'Indy 500 1919 aussi sur Peugeot) à Santa Monica. Sur les 15 épreuves retenues en Champ Car AAA cette saison, 10 sont remportées par des Peugeot, entre Resta (5) et Aitken (5).)

## Autres victoires et podium notables
- Sheepshead Bay (Brooklyn) en 1918, sur Peugeot;
- Classe Voiturettes au Grand Prix automobile d'Espagne en 1923;
  - 3e du Grand Prix automobile de Penya-Rhin en 1923.

## Record
- Demi-mile, en 154.0 km/h (95,7miph), sur Sunbeam (avant son départ pour les Amériques, où il séjourne durant près de 10 ans).

## Source de la traduction
- (en) Cet article est partiellement ou en totalité issu de l’article de Wikipédia en anglais intitulé « Dario Resta » (voir la liste des auteurs).